# VESA

Logo VESA

VESA (ang. Video Electronics Standards Association) – konsorcjum dla standaryzacji grafiki komputerowej; czołowa organizacja odpowiedzialna za ustanawianie różnych standardów wyświetlania cyfrowego, takich jak VGA, DisplayPort i innych; założona przez producentów układów wyświetlających dla komputerów (kart graficznych, monitorów itp.) w 1989. Celem jej jest opracowywanie i ujednolicanie standardów dla grafiki komputerowej. Jednym z bardziej znaczących wkładów VESA jest wprowadzenie Display Stream Compression (DSC), standardu wizualnie bezstratnej, taniej i interoperacyjnej kompresji obrazu/wideo. Ponadto VESA opracowała standardy, takie jak VESA Display Compression-M (VDC-M), współpracowała również z Semiconductor Equipment and Material International (SEMI) w celu ustalenia standardów klasyfikacji i kwantyfikacji defektów, wprowadziła standard Panel-Self-Refresh (PSR) w celu zmniejszenia zużycia energii przez system podczas wyświetlania obrazów statycznych  oraz wiele innych. 
W skład organizacji wchodzą:  AMD, Apple Inc., Canon Inc., Casio, Dell, Dolby Laboratories, Foxconn, Fujitsu, Gigabyte Technology, Google, HP, HTC, Huawei, Ikegami Tsushinki, Intel Corporation, JVC Kenwood, Lenovo, LG Electronics, Maxell, Microsoft, NEC, Nvidia, Panasonic, Parade Technologies, Samsung Electronics, Seiko Epson, Sony.

## Wybrane standardy VESA
- VESA Local Bus (VLB)
- VESA BIOS Extension (VBE)
- VESA Display Data Channel (DDC)
- VESA Feature Connector (VFC)
- VESA Display Power Management Signaling
- Digital Packet Video Link
- MCCS
- DisplayPort